# Michael York
Michael York (nacido Michael Hugh Johnson; Fulmer, Buckinghamshire, 27 de marzo de 1942) es un prolífico actor de teatro y cine británico. Es oficial de la Orden del Imperio Británico. 

## Biografía
Michael York es hijo de Joseph Gwynne Johnson, un oficial del ejército retirado y convertido en hombre de negocios, y de Florence Edith May, una intérprete de música. De niño se rompió la nariz al intentar volar desde un tejado, lo que marcó su cara de forma característica.

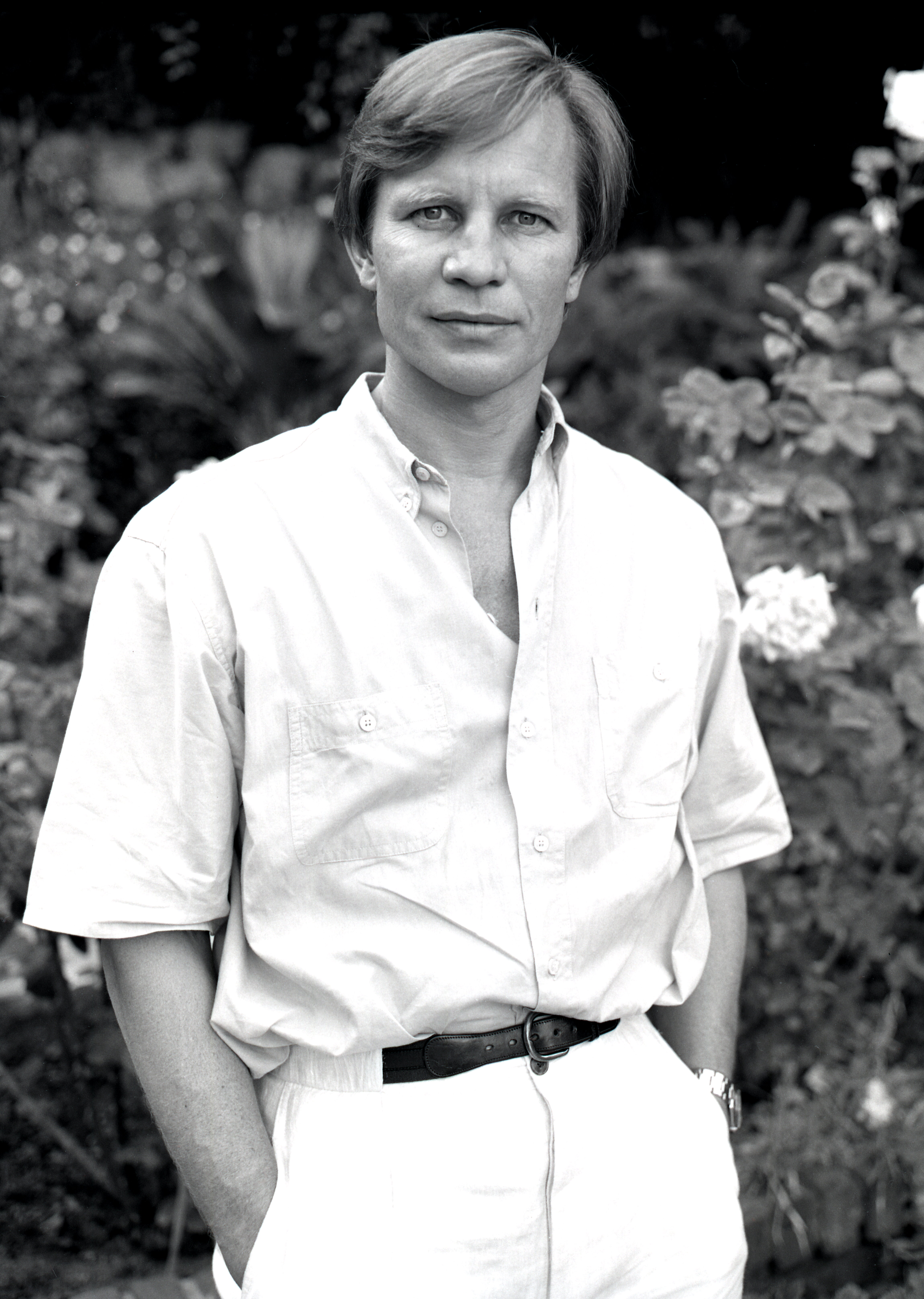
York en 1986

Comenzó su carrera de actor cuando era todavía adolescente, participando en obras del teatro juvenil de Londres, con el que realizó giras al extranjero. Estudió en Oxford, donde se graduó en 1962. Durante sus estudios actuó en el teatro de la universidad, adquiriendo conocimientos adicionales de interpretación. Al finalizar sus estudios trabajó durante un tiempo en un teatro importante de Escocia y se incorporó a continuación a la compañía teatral de Laurence Olivier en Londres.
Allí fue dirigido entre otros por Franco Zeffirelli, quien le proporcionó en 1967 su primer papel en el cine, en The Taming of the Shrew, con Richard Burton y Elizabeth Taylor. Ese mismo año intervino en una producción para la televisión y en otra película, y al año siguiente actuó nuevamente con Zeffirelli, en Romeo y Julieta, película con la que adquirió fama. Pocos años después, cuando ya había actuado en diversas películas de cine y televisión, intervino en Cabaret, protagonizada por Liza Minnelli, lo que consolidó su prestigio como joven actor. Con su papel de d'Artagnan en Los tres mosqueteros de Richard Lester adquirió en 1973 una considerable popularidad entre audiencias más amplias.
En 1977, su popularidad como héroe juvenil se consolida al interpretar a Logan en el filme futurista Logan's Run junto a Jenny Agutter. En el mismo año 1977, interpreta magistralmente a Juan el Bautista en la película Jesús de Nazareth de Franco Zeffirelli.
En la década siguiente, York trabajó intensamente, repartiendo su tiempo entre el cine, la televisión y el teatro. Incluso llegó a actuar en un musical. Por su trabajo en una película de televisión fue nominado a un Emmy en 1986. Habiendo alcanzado su madurez en la interpretación como actor de gran versatilidad, capaz de interpretar papeles muy diversos, el éxito obtenido hasta entonces, tanto en cine, como en televisión y en teatro, le animó a seguir por igual en cada uno de ellos, actividad que continúa desarrollando en la actualidad. 
En 1997, interpretó a Johnny Mentero, jefe de Austin Powers en Austin Powers: Misterioso Agente Internacional y en sus secuelas. En 2000 volvió a ser nominado a los Emmy por su interpretación en una película de televisión. Con más de 100 películas en su haber, es uno de los actores más prolíficos de la actualidad.
York contrajo matrimonio en 1968 con Patricia McCallum.

## Filmografía

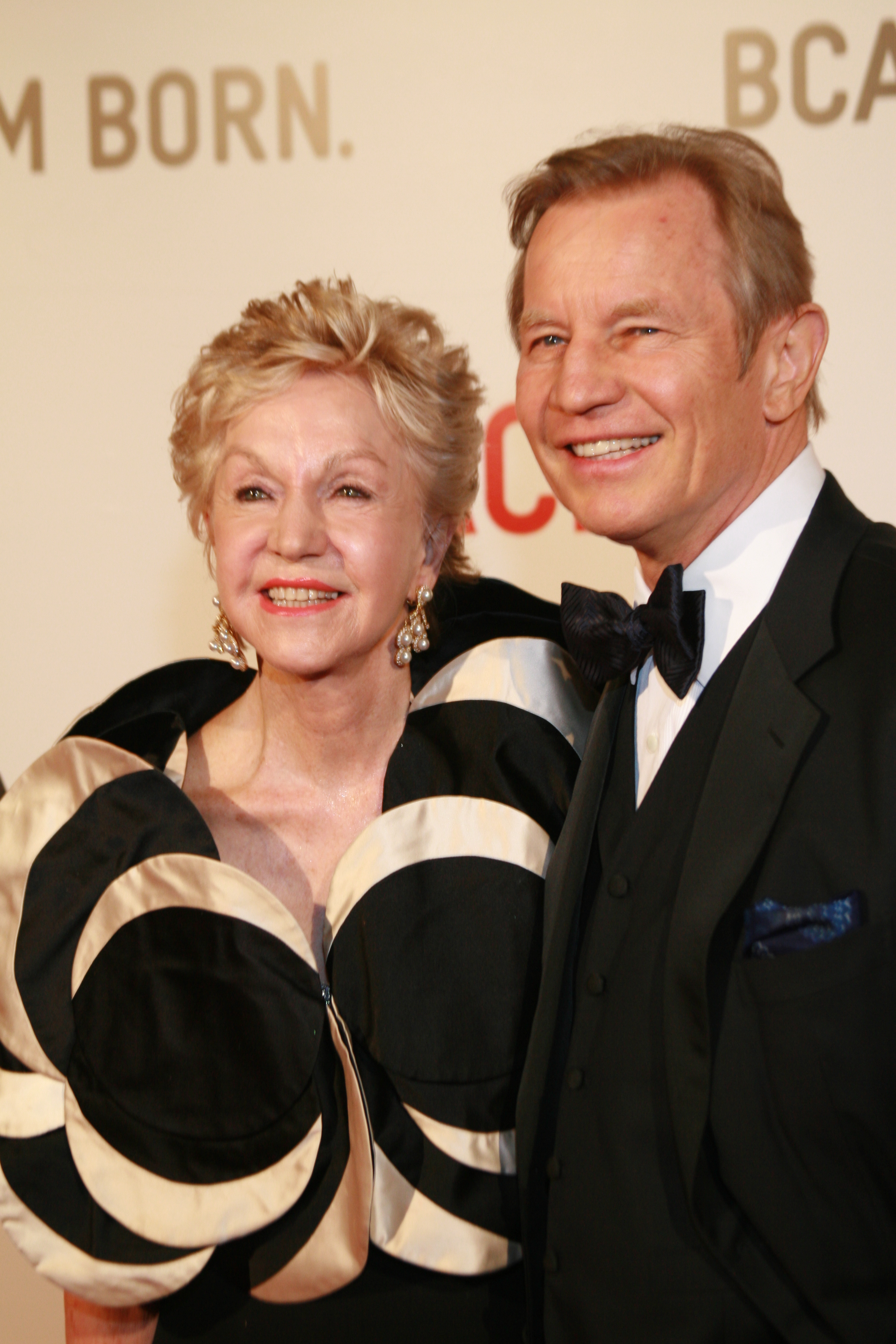
Michael York y su esposa Patricia McCallum (2008)

- Tom and Jerry Meet Sherlock Holmes (2010, voz)
- Pravosudiye volkov (2010)
- How I Met Your Mother (2010, serie de televisión)
- The Mill and the Cross (2010)
- Transformers: la venganza de los caídos (2009)
- Star Wars: The Clone Wars (2009)
- Świadectwo (2008, narrador)
- Testimony (2008)
- Flatland: The Movie (2007)
- Law & Order: Criminal Intent (2006)
  - episodio "Slither" (2006)
- Icon (2005)
- The Remains of the Piano (2004)
- Moscow Heat (2004)
- Gilmore Girls (2004)
  - "Luke Can See Her Face"
  - "Afterboom"
  - "The Nanny and the Professor"
- Justice League Unlimited: Hawk and Dove (2004)
- Crusader (2004)
- La mujer mosquetera (2004)
- Gilmore Girls, episodio "Ted Koppel's Night Out" (2003)
- Founding Brothers: The Evolution of a Revolution, Part Four - Posterity (2002)
- Founding Brothers: A More Perfect Union, Part One - Leadership (2002)
- A Very Merry Pooh Year (2002, narrador)
- Austin Powers in Goldmember (2002)
- Megiddo: The Omega Code II (2001)
- Borstal Boy (2000)
- En busca del valle encantado VII: La misteriosa piedra de fuego (2000)
- El gato con botas (1999)
- The Haunting of Hell House (1999)
- The Omega Code (1999)
- Austin Powers: The Spy Who Shagged Me (1999)
- A Knight in Camelot (1998)
- Lovers and Liars (1998)
- Merchants of Venus (1998)
- The Treat (1998)
- 54 (1998)
- Wrongfully Accused (1998)
- Goodbye America (1997)
- Austin Powers: International Man of Mystery (1997)
- Dark Planet (1996)
- Not of This Earth (1995)
- A Young Connecticut Yankee in King Arthur's Court (1995)
- Gospa (1995)
- Discretion Assured (1993)
- Wide Sargasso Sea (1993)
- The Long Shadow (1992)
- Eline Vere (1992)
- The Wanderer (1991)
- Come See the Paradise (1990)
- El regreso de los mosqueteros (1989)
- Killing Blue (1988)
- Un delitto poco comune (1988)
- Obsesión mortal (1987)
- Il Segreto del Sahara (1987)
- The Far Country (1986)
- L'aube (1985)
- The Master of Ballantrae, de Douglas Hickox (1984, telefilm)
- Success Is the Best Revenge (1984)
- Au nom de tous les miens (1983)
- The White Lions (1981)
- Vendredi ou la vie sauvage (1981)
- Final Assignment (1980)
- The Riddle of the Sands (1979)
- The Last Remake of Beau Geste (1977)
- La isla del doctor Moreau (1977)
- Jesús de Nazaret (1977)
- Seven Nights in Japan (1976)
- Logan's Run (1976)
- Conduct Unbecoming (1975)
- Los cuatro mosqueteros (1974)
- Asesinato en el Orient Express (1974)
- Lost Horizon (Horizontes perdidos, 1973)
- England Made Me (1973)
- Los tres mosqueteros (1973)
- Cabaret (1972)
- Zeppelin (1971)
- Something for Everyone (1970)
- Justine (1969I)
- Alfredo el Grande (1969)
- The Guru (1969)
- Romeo y Julieta (1968)
- The Strange Affair (1968)
- The Taming of the Shrew (1967)
- Accident (1967)